# Gerardo Clemente
Gerardo Clemente (Grabs, Suiza, 2 de octubre de 1984) es un futbolista suizo. Juega de centrocampista y su actual club es el USV Eschen/Mauren en Liechtenstein.

## Clubes
| Club              | País          | Año       |
| ----------------- | ------------- | --------- |
| Novara Calcio     | Italia        | 2005-2006 |
| U.S. Massese 1919 | Italia        | 2006-2007 |
| FC Lucerne        | Suiza         | 2007-2011 |
| USV Eschen/Mauren | Liechtenstein | 2011-     |

- Datos: Q5550255